# Jožef Štefan

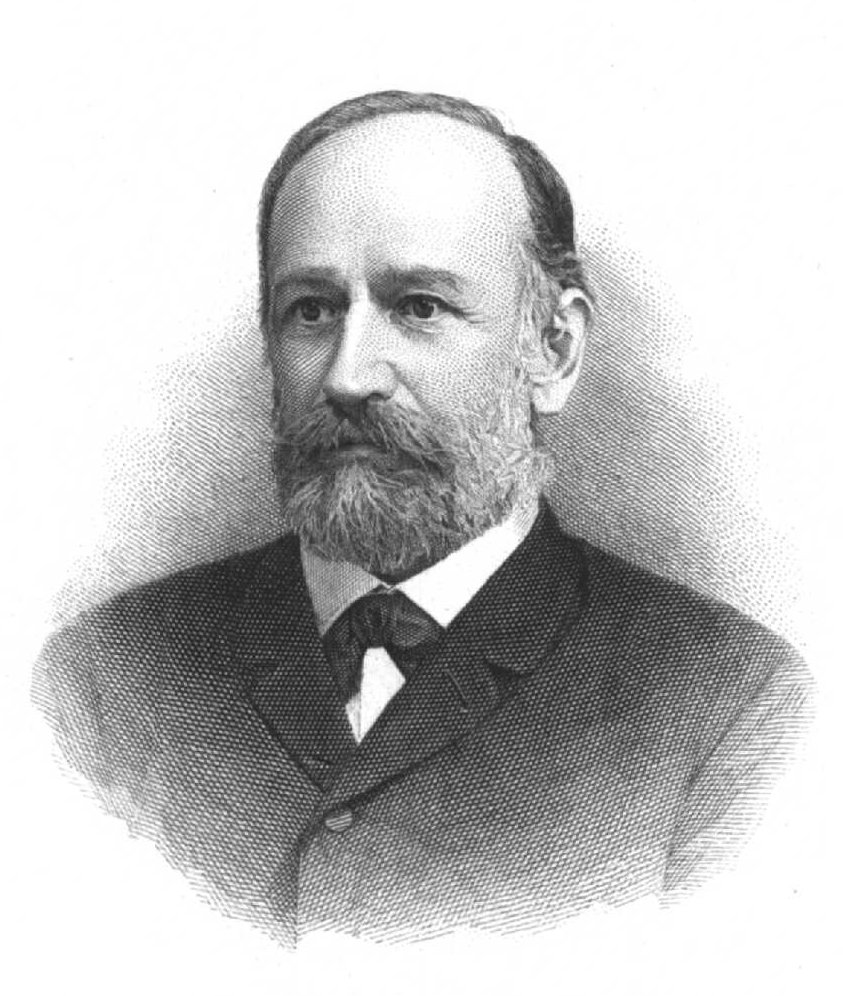
Jožef Stefan

Jožef Stefan (Sankt Peter bei Ebenthal (Sveti Peter pri Žrelcu), 24 maart 1835 — Wenen, 7 januari 1893) was een Sloveense natuur- en wiskundige en dichter. Stefan werd geboren in het keizerrijk Oostenrijk, in het kroonland Karinthië. Hij geldt als een van de grondleggers van de Oostenrijkse fysica.
Stefan studeerde sinds 1853 in Wenen en promoveerde er in 1858 op wiskundige natuurkunde. Op 25-jarige leeftijd werd hij corresponderend lid van de academie van wetenschappen. In 1863 werd hij natuurkundeprofessor aan de universiteit van Wenen en in 1866 directeur van het Physikalische Institut. Hij richtte in 1869 met Heinrich Hlasiwetz de "Chemisch Physikalische Gesellschaft" op. Tien jaar lang (1875-1885) was Štefan secretaris van de mathematisch-natuurwetenschappelijke Klasse van de Academie van Wetenschappen in Wenen. 
Naar Stefan zijn de wet van Stefan-Boltzmann en de Constante van Stefan-Boltzmann genoemd. Zijn bekendste leerling was Ludwig Boltzmann.
Het grootste onderzoeksinstituut van Slovenië is naar hem vernoemd: het Jožef Stefan-instituut in Ljubljana. Vanwege zijn Sloveense gedichten wordt hij in Slovenië behalve als wetenschapper ook als dichter geëerd.
- Gemeinsame Normdatei: 119059096
- International Standard Name Identifier: 0000 0000 5539 786X
- Library of Congress Control Number: n94121430
- Mathematics Genealogy Project: 19402
- Nationale Bibliotheek van Tsjechië: mzk2003202350
- Nationale Bibliotheek van Israël: 987007451071005171
- Nederlandse Thesaurus van Auteursnamen: 106554484
- Système universitaire de documentation: 203534123
- Virtual International Authority File: 69730968
- WorldCat: E39PBJmXJqj3GQxvkyB8TjYpT3